# Juan José Alonso Millán
Juan José Alonso Millán (Madrid, 22 de junio de 1936- Madrid., 12 de junio de 2019) fue un dramaturgo y guionista español.

## Biografía
Su labor destacó sobre todo en el terreno de la comedia, de manera que en cine, fue uno de los máximos exponentes del género conocido como landismo. Entre las obras de teatro que escribió figuran Las señoras primero (1959), El cianuro ¿solo o con leche? (1963), El alma se serena (1968), Cuéntalo tú que tienes más gracia (1990), y Ático con terraza (2006). Finalmente, también escribió guiones para televisión, como la comedia de humor negro Que usted lo mate bien (1979) o la serie Casa para dos (1995), protagonizada por Esperanza Roy y Juanjo Menéndez.
En 1970 tuvo una hija con la actriz Marisol Ayuso.

## Obras de teatro (parcial)
- Las señoras primero (1959),
- El expresidente (1963),
- El cianuro ¿solo o con leche? (1963),
- Carmelo (1964),
- El crimen al alcance de la clase media (1965),
- Mayores con reparos (1965),
- Pecados conyugales (1966),
- La vil seducción (1967),
- El alma se serena (1968),
- Estado civil, Marta (1969),
- Juegos de sociedad (1970),
- Stratojet 991 (1971)[4]
- Los viernes a las seis (1976),
- Compañero te doy (1978),
- Barba Azul y sus mujeres (1980),
- Hombre rico..., ¡Poble hombre! (1981),
- Solo me desnudo delante del gato (1981),
- Esto es un atraco (1982),
- Los misterios de la carne (1984),
- Revistas del corazón (1985),
- Tratamiento de choque (1987),
- Golfos de cinco estrellas (1989),
- Cuéntalo tú que tienes más gracia (1989),
- Anda mi madre (1990),
- Ya tenemos chica (1991),
- Pasarse de la raya (1993),
- Un golpe de suerte (1995),
- Todo controlado (1996),
- Ático con terraza (2006)

## Filmografía (guionista)
- El cianuro... ¿solo o con leche? (1994)
- El Cid Cabreador (1983)
- La loca historia de los tres mosqueteros (1983)
- Juana la loca... de vez en cuando (1983)
- J.R. contraataca (1983)
- Le llamaban J.R. (1982)
- Cristóbal Colón, de oficio... descubridor (1982)
- La vendedora de ropa interior (1982)
- La momia nacional (1981)
- La masajista vocacional (1981)
- Historia de 'S' (1979)
- Chely (1977)
- Virilidad a la española (1977)
- Ésta que lo es... (1974)
- Mauricio, mon amour (1976)
- Las delicias de los verdes años (1976)
- Cuando los maridos se iban a la guerra (1976)
- La muerte ronda a Mónica (1975)
- El adúltero (1975)
- Un lujo a su alcance (1975)
- Como matar a papá... sin hacerle daño (1975)
- Dormir y ligar: todo es empezar (1974)
- Perversión (1974)
- Onofre (1974)
- Casa Flora (1973)
- Las señoritas de mala compañía (1973)
- Secuestro a la española (1972)
- Guapo heredero busca esposa (1972)
- Los novios de mi mujer (1972)
- No desearás la mujer del vecino (1971)
- Préstame quince días (1971)
- Historia de una traición (1971)
- No desearás al vecino del quinto (1970)
- Dele color al difunto (1970)
- Mi marido y sus complejos (1969)
- Una vez al año, ser hippy no hace daño (1969)
- El señorito y las seductoras (1969)
- La vil seducción (1968)
- Una tal Dulcinea (1963)